# Tiểu vương quốc của Các Tiểu vương quốc Ả Rập Thống nhất
Các Tiểu vương quốc Ả Rập Thống nhất bao gồm 7 tiểu vương quốc (imarat; số ít: imarah):
| Quốc kỳ | Tiểu vương quốc | Tiếng Ả Rập name         | Kinh đô        | Dân số    | % dân số | Diện tích (km²) | Diện tích (mi²) | % tổng diện tích | Mật độ |
| ------- | --------------- | ------------------------ | -------------- | --------- | -------- | --------------- | --------------- | ---------------- | ------ |
|         | Abu Dhabi       | أبو ظبي                  | Abu Dhabi      | 1.678.000 | 38,8%    | 67.340          | 26.000          | 86,7%            | 25     |
|         | Ajman           | عجمان                    | Ajman          | 258.000   | 6,0%     | 259             | 100             | 0,3%             | 996    |
|         | Dubai           | دبي                      | Dubai          | 1.306.000 | 30,2%    | 3.885           | 1.500           | 5,0%             | 336    |
|         | Fujairah        | الفجيرة                  | Fujairah       | 127.000   | 2,9%     | 1.165           | 450             | 1,5%             | 109    |
|         | Ras Al Khaimah  | رأس الخيمة               | Ras Al Khaimah | 205.000   | 4,7%     | 1,684           | 650             | 2,2%             | 122    |
|         | Sharjah         | الشارقة                  | Sharjah        | 678.000   | 15,7%    | 2.590           | 1.000           | 3,3%             | 262    |
|         | Umm Al Quwain   | أم القيوين               | Umm Al Qaiwain | 68.000    | 1,6%     | 777             | 300             | 0,9%             | 88     |
|         | UAE             | الإمارات العربية المتحدة | Abu Dhabi      | 4.320.000 | 100%     | 77.700          | 30,000          | 100%             | 56     |

```

```